# Hornsherred

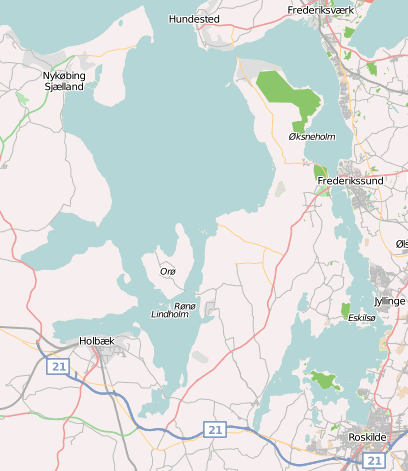
Der Isefjord mit dem Hornsherred (rechts)

Hornsherred ist der nördliche Teil einer dänischen Halbinsel (dän. halvö). Sie liegt zwischen dem Isefjord und dem Roskildefjord im Norden der Insel Seeland. Ihr Nordteil gehört zur Gemeinde Frederikssund, der Südteil zur Gemeinde Lejre. Der Name leitet sich von der Harde Horns Herred ab, einer alten Verwaltungseinheit, die den Norden der Halbinsel umfasste. Zwischen den beiden Kommunalreformen 1970 und 2006 waren die drei Kommunen Jægerspris, Skibby und Bramsnæs Teil der Halbinsel. 

## Bevölkerung
Die größten Ortschaften sind Jægerspris (4083 Einwohner) Skibby (3092), Kirke Hyllinge (2397) und Ejby (1988).

## Natur
Die Kongeegen (deutsch die Königseiche) ist eine Stieleiche, die mit einem Alter von 1400 bis 2000 Jahren nicht nur als ältester Baum Dänemarks gilt, sondern vermutlich auch zu den ältesten Eichen Europas zählt. Hier liegen auch die Megalithanlagen: Drysagerdys, Langdysse im Jægerspris Skove, Ganggrab 3 von Hjortegårdene, die Runddysser von Hjortegårdene, Großsteingrab Landerslev Marker 2, das umgebaute Julianehøj, der Møllehøj und das Ganggrab von Vellerup.

## Verkehr
Über die Autobahn Holbækmotorvejen und die über den Roskildefjord führende Straßenbrücke Kronprins Frederiks Bro ist die Halbinsel mit der Hovedstadsområdet verbunden. Im Südwesten verkürzt die Munkholmbroen die Fahrtstrecke nach Holbæk. An der Nordspitze besteht von Kulhuse aus eine Fährverbindung nach Sølager bei Hundested.
Koordinaten: 55° 47′ 0″ N, 11° 57′ 0″ O